# 亞利加尼 (加利福尼亞州)
亞利加尼（英語：Alleghany）是位於美國加利福尼亞州謝拉縣的一個人口普查指定地區。

## 地理
亞利加尼的座標為39°28′00″N 120°50′28″W / 39.46667°N 120.84111°W，而該地最高點為海拔高度1289米（即4229英尺）。

## 人口
根據2010年美國人口普查的數據，亞利加尼的面積為0.90平方千米，當中陸地面積為0.90平方千米，而水域面積為0.00平方千米。當地共有人口58人，而人口密度為每平方千米64人。